# La República Federal
La República Federal fue un periódico editado en la ciudad española de Madrid a lo largo de 1870, durante el Sexenio Democrático.

## Historia
Editado en Madrid, se imprimió primero en la imprenta de J. Vércher, más tarde lo haría en la de J. García. Sus ejemplares, publicados diariamente, tenían cuatro páginas. Su primer número apareció el 23 de mayo de 1870 y cesó con el LXIX, del 16 de agosto de ese mismo año. De ideología republicana federal, fue dirigido por Luis Blanc.
Entre sus redactores se contaron Enrique Arredondo, Víctor Barrera, Juan Manuel Cabello, Francisco Díaz Quintero, Mariano Foncillas, Benito Girauta Pérez, Miguel Lardiez, José López Montenegro, Pedro Marco Durango, Juan José Mercado, Francisco Olorón, Enrique Rodríguez-Solís y Rafael Cervera y Royo.